# Assemblee van de Republiek (Noord-Cyprus)
Het parlement van de Turkse Republiek Noord-Cyprus, de Assemblee van de Republiek (Cumhuriyet Meclisi) heeft 50 leden, verkozen voor een mandaat van vijf jaar door evenredige vertegenwoordiging. Een partij moet over de verkiezingsdrempel (5% van de totale stemming) om een zetel te krijgen in het parlement. Het parlement bestaat uit 50 vertegenwoordigers gekozen uit vijf electorale districten, Nicosia, Famagusta, Kyrenia, Güzelyurt en İskele. 
Abchazië: Parlement · 
Albanië: Kuvendi · 
Andorra: Consell General de les Valls · 
Armenië: Azgayin Zhoghov · 
Azerbeidzjan: Milli Məclis · 
België: Federaal Parlement (Senaat en Kamer) · 
Bosnië en Herzegovina: Parlementarna Skupština · 
Bulgarije: Narodno Sobranie · 
Cyprus: Vouli ton Antiprosópon · 
Denemarken: Folketing · 
Duitsland: Bundestag (en Bundesrat) · 
Estland: Riigikogu · 
Finland: Eduskunta · 
Frankrijk: Parlement (Assemblée nationale en Sénat) · 
Georgië: Parlement · 
Griekenland: Vouli · 
Hongarije: Országgyűlés · 
Ierland: Oireachtas (Dáil en Seanad) · 
IJsland: Alþingi · 
Italië: Parlement (Kamer en Senaat) · 
Kazachstan: Parlamenti (Majilis en Senaat) · 
Kosovo: Assemblee · 
Kroatië: Sabor · 
Letland: Saeima · 
Liechtenstein: Landtag · 
Litouwen: Seimas · 
Luxemburg: Chambre · 
Macedonië: Sobranie · 
Malta: Il-Kamra · 
Moldavië: Parlamentul · 
Monaco: Conseil National · 
Montenegro: Skupština · 
Nagorno-Karabach: Azgayin Zhoghov · 
Nederland: Staten-Generaal (Eerste Kamer en Tweede Kamer) · 
Noord-Cyprus: Cumhuriyet Meclisi · 
Noorwegen: Storting · 
Oekraïne: Verchovna Rada · 
Oostenrijk: Nationalrat · 
Polen: Sejm (en Senat) · 
Portugal: Assembleia da Republica · 
Roemenië: Camera Deputaţilor · 
Rusland: Federatieve vergadering (Staatsdoema en Federatieraad) · 
San Marino: Consiglio Grande e Generale · 
Servië: Narodna skupština · 
Slowakije: Národná Rada · 
Slovenië: Državni Zbor en Državni Svet · 
Spanje: Cortes Generales (Senado en Congreso de los Diputados) · 
Transnistrië: Opperste Sovjet · 
Tsjechië: Parlament (Senaat en Kamer van Afgevaardigden) · 
Turkije: Meclis · 
Verenigd Koninkrijk: Parliament (House of Commons en House of Lords) · 
Wit-Rusland: Nationale Vergadering (Huis van Afgevaardigden en Raad van de Republiek) · 
Zuid-Ossetië: Parlement · 
Zweden: Riksdag · 
Zwitserland: Bondsvergadering (Nationale Raad en Kantonsraad)
Cursief: wijst op een niet of slechts deels erkende staat